# Башкирский язык
Башки́рский язы́к (баш. башҡорт теле МФА: [bɑʂ'qʊ̞ɾt tɪ̞ˈlɪ̞]о файле) — один из тюркских языков кыпчакской группы, поволжско-кыпчакской подгруппы. Национальный язык башкир, государственный язык Республики Башкортостан.
На башкирском языке говорит около 1,1 млн человек и он относится к уязвимым.

## Лингвогеография

### Ареал и численность

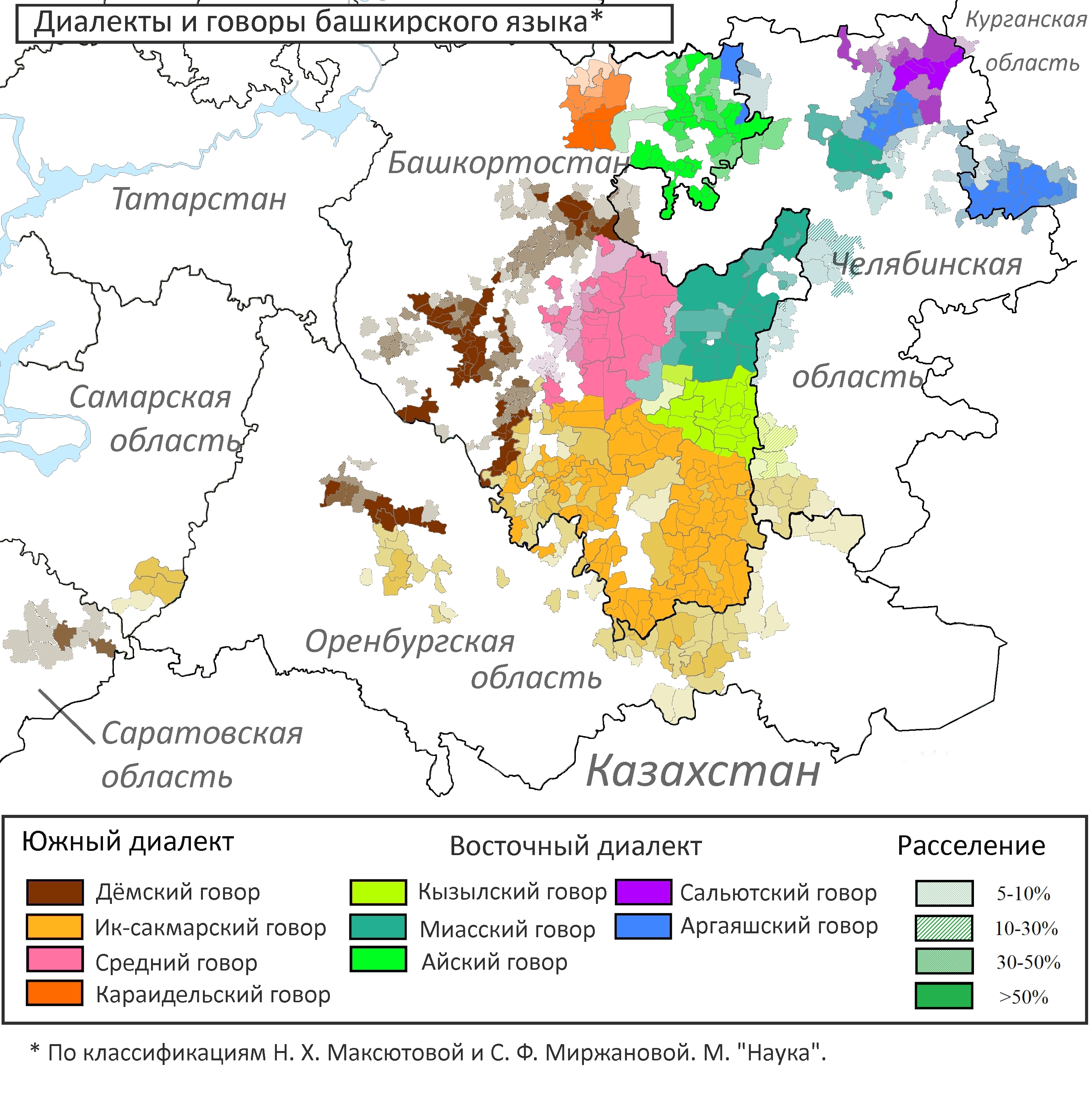
Диалекты и говоры башкирского языка по классификации Максютовой

Распространён в Башкортостане, Челябинской, Оренбургской, Тюменской, Свердловской, Курганской, Самарской, Саратовской областях, Пермском крае, Татарстане и Удмуртской республике.
| Владение башкирским разными народами (народы с численностью более 500 тысяч), 2002 год. |                 |
| --- | --------------- |
| \| Народ \| Число владеющих \| \| ------------- \| --------------- \| \| Башкиры \| 1 192 950 \| \| Татары \| 137 785 \| \| Русские \| 21 445 \| \| Чуваши \| 10 566 \| \| Марийцы \| 4 540 \| \| Удмурты \| 3 833 \| \| Казахи \| 2 867 \| \| Украинцы \| 825 \| \| Армяне \| 658 \| \| Мордва \| 486 \| \| Азербайджанцы \| 481 \| \| Белорусы \| 210 \| \| Немцы \| 125 \| \| Чеченцы \| 85 \| \| Ингуши \| 55 \| \| Кумыки \| 35 \| \| Лезгины \| 20 \| \| Даргинцы \| 16 \| \| Аварцы \| 14 \| \| Буряты \| 10 \| \| Осетины \| 9 \| \| Якуты \| 9 \| \| Кабардинцы \| 5 \| |                 |
| Народ | Число владеющих |
| Башкиры | 1 192 950       |
| Татары | 137 785         |
| Русские | 21 445          |
| Чуваши | 10 566          |
| Марийцы | 4 540           |
| Удмурты | 3 833           |
| Казахи | 2 867           |
| Украинцы | 825             |
| Армяне | 658             |
| Мордва | 486             |
| Азербайджанцы | 481             |
| Белорусы | 210             |
| Немцы | 125             |
| Чеченцы | 85              |
| Ингуши | 55              |
| Кумыки | 35              |
| Лезгины | 20              |
| Даргинцы | 16              |
| Аварцы | 14              |
| Буряты | 10              |
| Осетины | 9               |
| Якуты | 9               |
| Кабардинцы | 5               |

В мире насчитывается свыше 1,4 млн носителей башкирского языка. По данным Всероссийской переписи населения 2010 года в Приволжском федеральном округе башкирским языком владеют 1 152 404 человека, из них: 977 484 башкира, 131 950 татар, 20 258 русских, 6 276 чувашей, 3 211 марийцев, 1 953 казаха, 1 630 удмуртов, 1 279 узбеков и 8 363 — лица других национальностей.

### Социолингвистические сведения

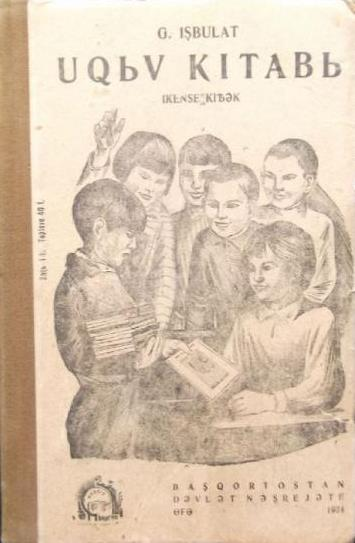
Учебник на башкирском языке для начальных классов на латинице, 1934 год.

Башкирский язык является государственным языком Республики Башкортостан. Юридический статус башкирского языка в качестве государственного (наравне с русским языком) впервые определён положением Башревкома от 24 марта 1920 года. В настоящее время данное положение закреплено в Конституции Республики Башкортостан.
В январе 1918 года Башкирское Правительство в отдельном параграфе проекта положения об автономном управлении указало, что во внутреннем автономном управлении и суде официальным языком является башкирский язык. 24 марта 1920 года Башревком одобрил положение о государственном статусе башкирского языка на территории Башкирской АССР. На основании этого постановления 28 марта 1920 года Пленум Ревкома объявил государственными языками на территории республики башкирский и русский языки. 27 июня 1921 года Башобком РКП (б) принял резолюцию, в которой говорится о признании государственным башкирского языка и введении обязательного изучения башкирского языка во всех учебных и военно-учебных заведениях. 1—4 июля 1921 года состоялся II Всебашкирский съезд Советов, объявивший, что башкирский язык является полноправным государственным языком на территории республики. Согласно постановлению БашЦИК, все правительственные декреты и распоряжения должны были издаваться на двух государственных языках (башкирском и русском). Согласно Конституции Башкирской АССР 1925 года: «В Башкирской АССР официальными языками являются башкирский и русский языки».
Официальный статус башкирского языка в Башкортостане был закреплён Конституцией республики 1993 года, но лишь в 1999 году был принят местный закон о языках. С 2000 года началось массовое оформление вывесок государственных учреждений региона на башкирском языке.

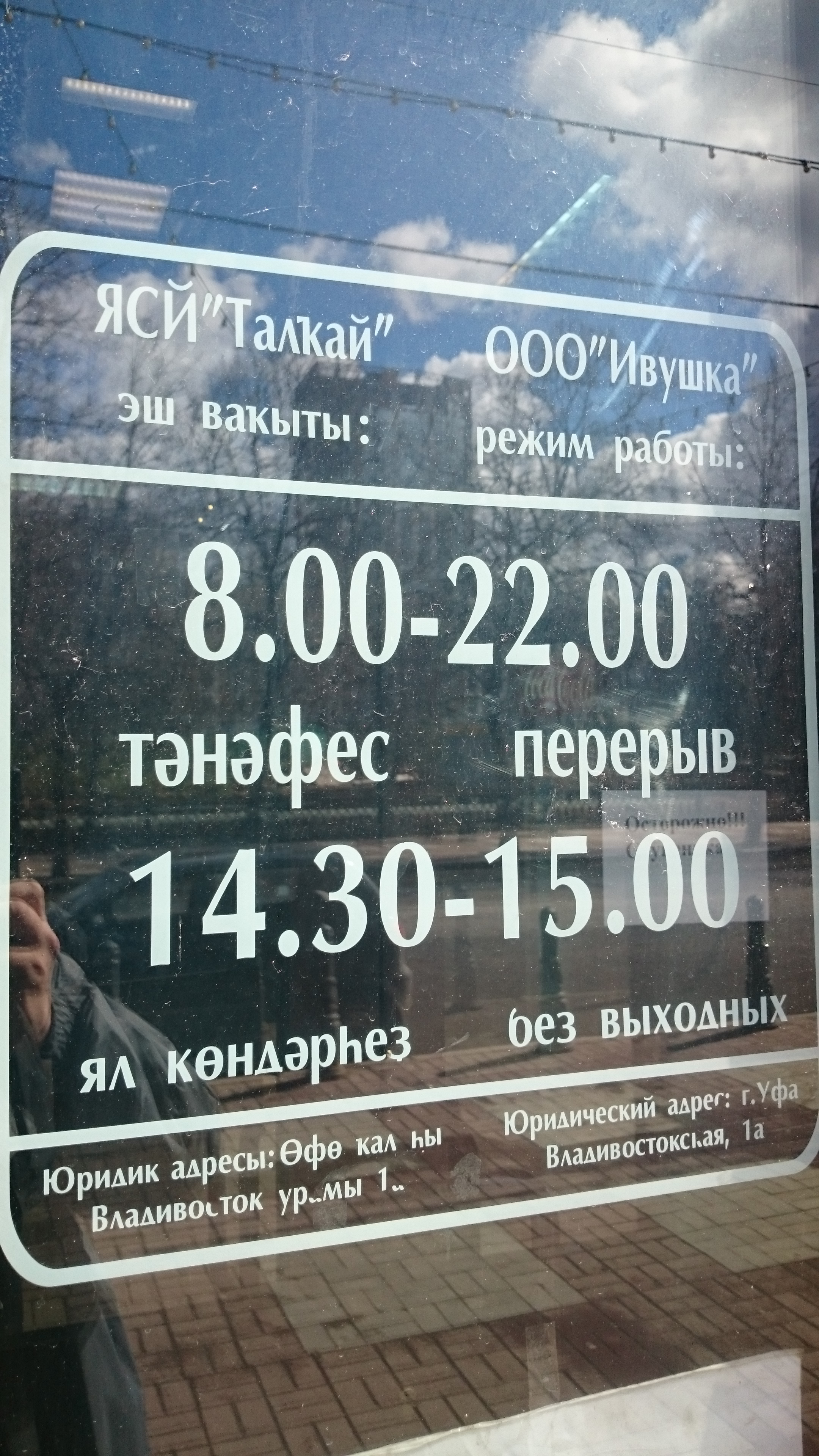
Оформление вывески на двух языках в Уфе
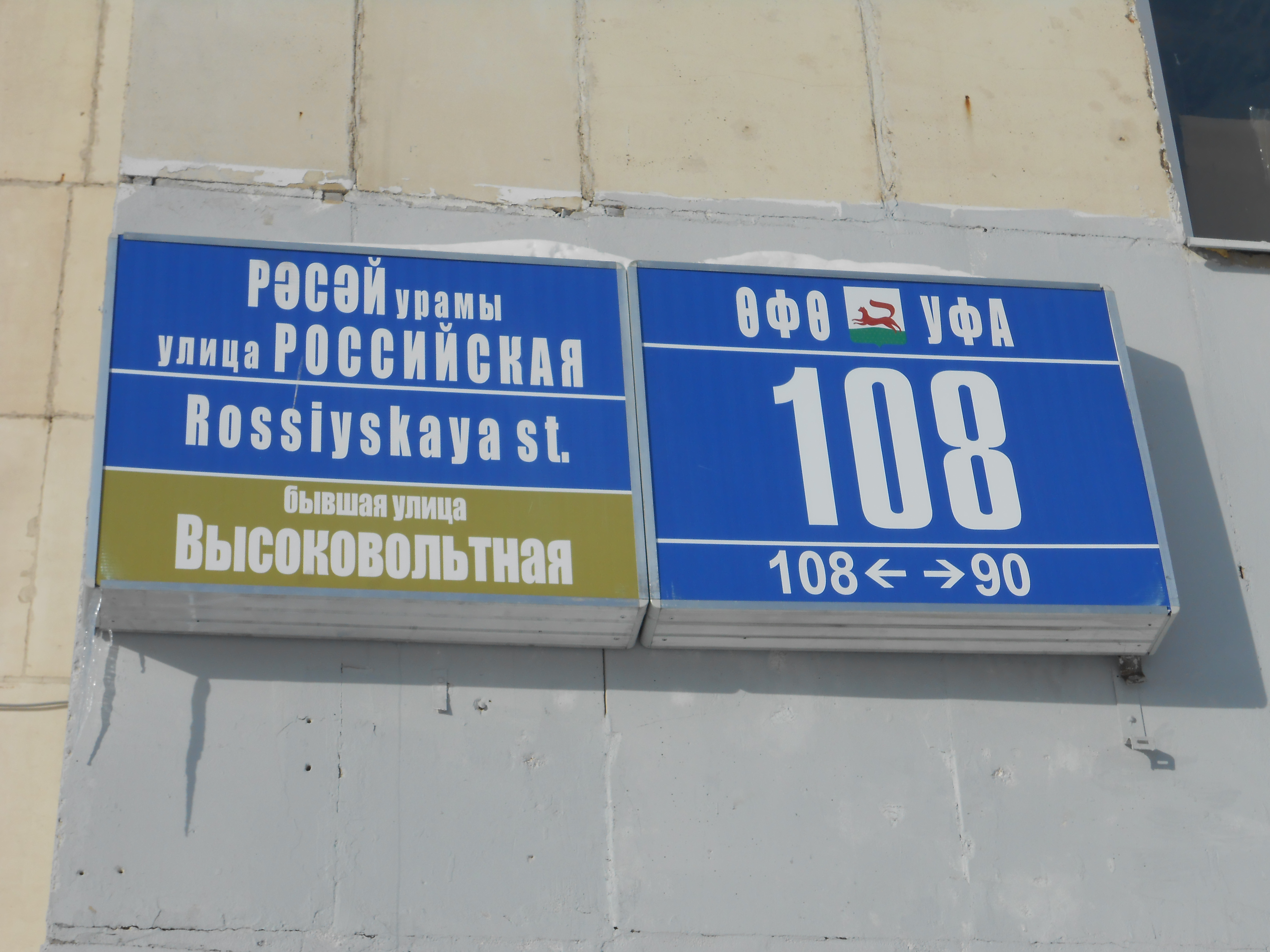
Оформление названий улиц на трёх языках в Уфе
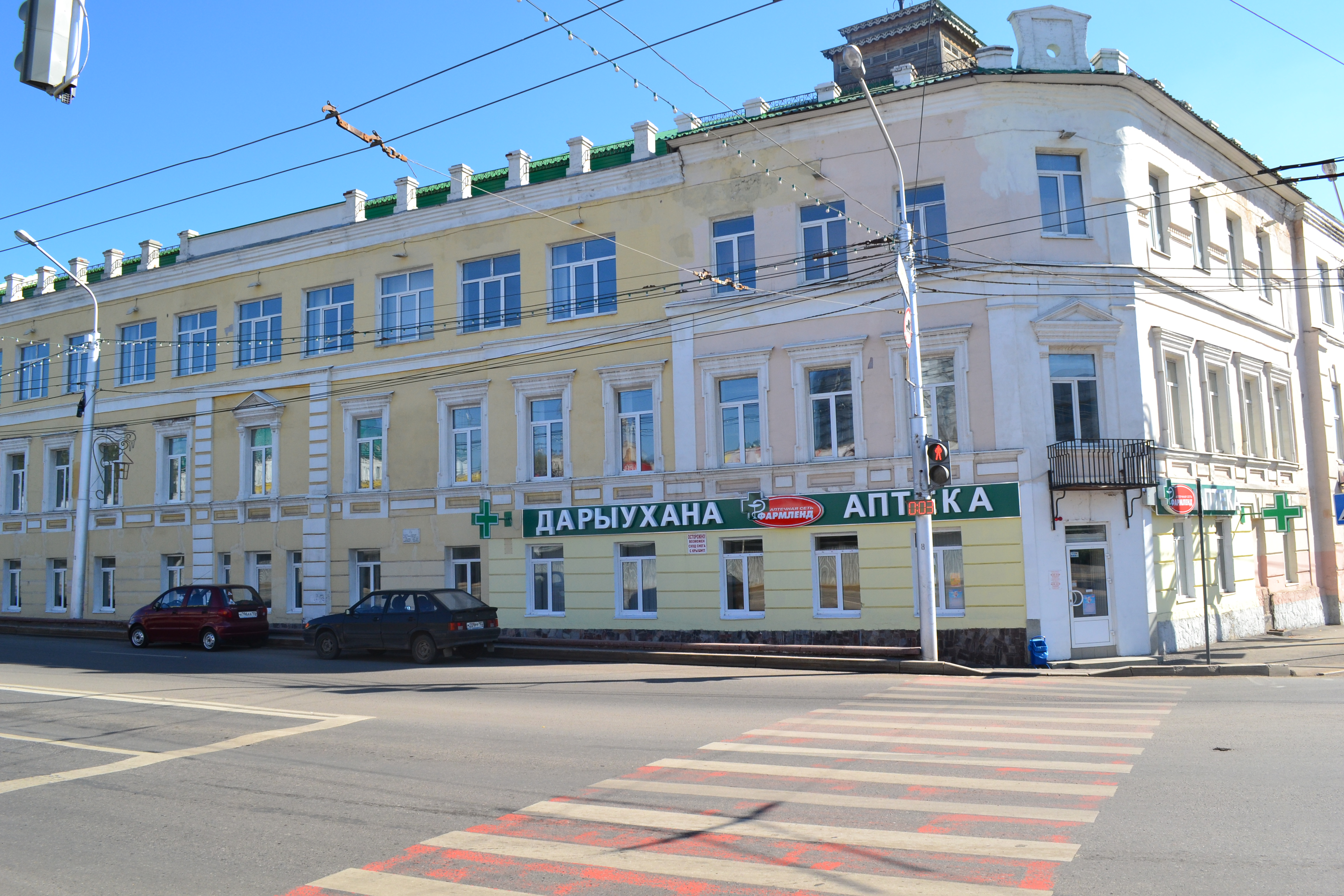
Надпись «Аптека» на двух языках в Уфе
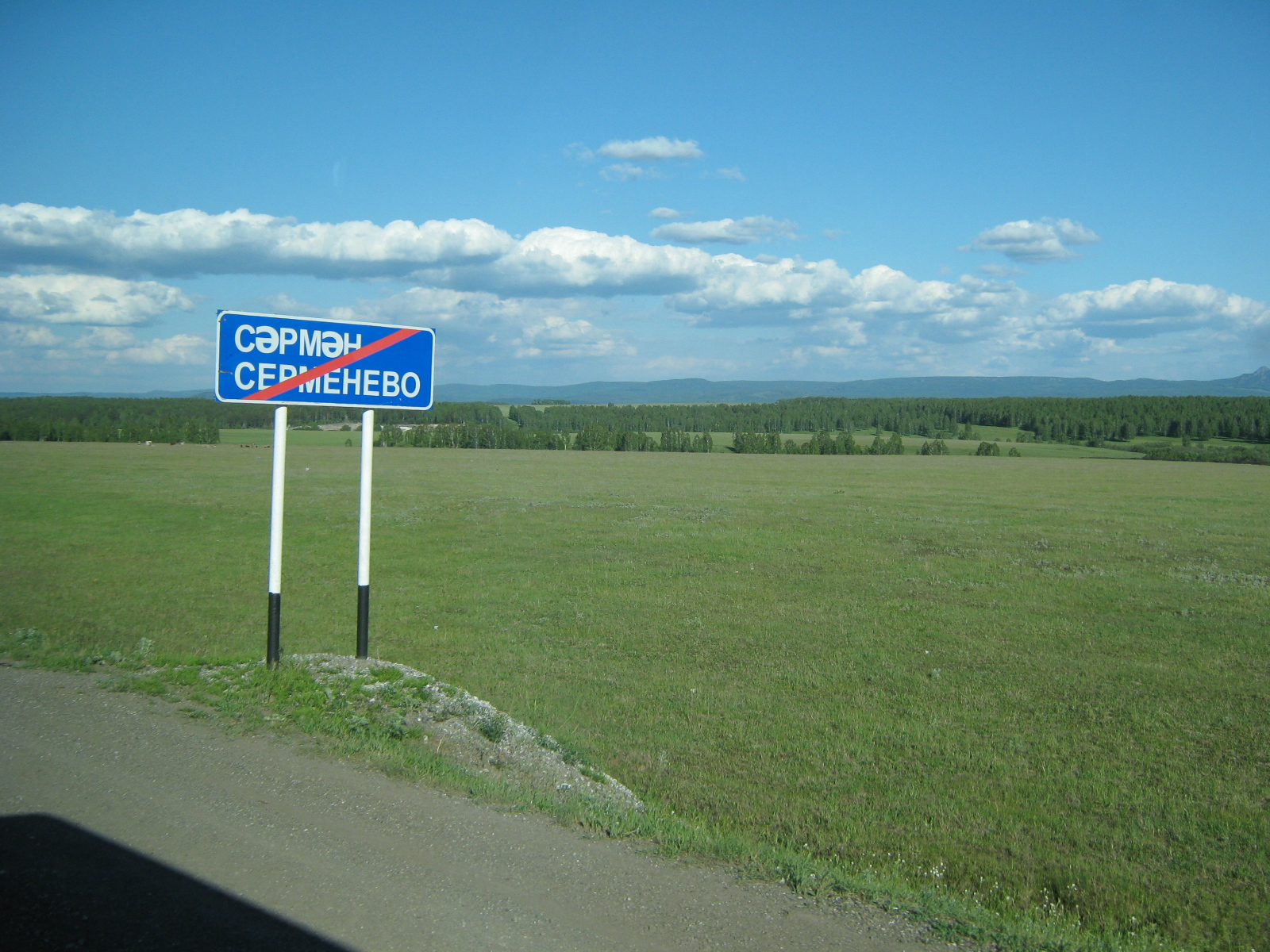
Дорожный знак с названием одного из населённых пунктов Республики Башкортостан

Башкирский язык является средством обучения и предметом изучения в начальной и средней школе, в вузах используется как средство обучения гуманитарным предметам и изучается как предмет.
В 1993 году был издан Приказ Министерства образования РБ об обязательном изучении башкирского языка: в башкирских и русских школах изучение башкирского языка предполагалось от 1 до 8 часов, а в татарских — от 1 до 2 часов в неделю. Приказ вызвал многочисленные протесты и исполнялся только факультативно. В 1990-е годы резко возросло применение башкирского языка: в 1996/1997 учебном году в Башкортостане обучение на башкирском велось в 878 школах, а в 512 школах с русским языком обучения открылись башкирские классы. С 1993 по 1997 год в РБ число дошкольных образовательных учреждений с воспитанием детей на башкирском языке либо с изучением башкирского языка выросло с 404 до 478. В 2006/07 учебном году во всех школах республики было введено обязательное изучение башкирского языка в объёме 3-х часов в неделю. Позднее была установлена факультативная итоговая аттестация по башкирскому языку в форме Единого республиканского экзамена (ЕРЭ), но его популярность в РБ невелика: если в 2008 году ЕРЭ сдавало 415 человек, то в 2012 — всего 180.
На башкирском языке издаётся учебная, художественная и публицистическая литература, выходят газеты и журналы, осуществляется телевизионное и радиовещание, функционируют театры и т. д.
Крупнейшим издательством, выпускающим книги на башкирском языке, является издательство «Китап» (в советское время — «Башкирское книжное издательство»). Ежегодно издаются сотни наименований художественных, научно-популярных, краеведческих, справочных изданий, учебников. Энциклопедические и справочные издания на башкирском языке также издаются в издательстве «Башкирская энциклопедия».
В 2008 году по количеству печатных изданий башкирский язык занимал четвёртое место в Российской Федерации после русского, английского и татарского. В 2010 году на башкирском языке было издано 154 наименования книг общим тиражом в 812 тыс. экземпляров. В 2011 году на башкирском языке издавалось десять журналов общим годовым тиражом в 963 тыс. экземпляров, 69 газет (включая районные) общим годовым тиражом в 21,7 млн экземпляров.
Башкирский язык был включён в «Атлас языков мира, находящихся под угрозой исчезновения», изданный ЮНЕСКО в 2009 году, и по оценке степени сохранности получил статус «уязвимый» — «на языке разговаривает большинство детей, но его использование может быть ограниченным (например, на языке говорят только дома)».
Центрами научного изучения языка являются Институт истории, языка и литературы УНЦ РАН, отделение гуманитарных наук Академии наук Республики Башкортостан, факультет башкирской филологии и журналистики Башкирского государственного университета, факультет башкирской филологии Башкирского государственного педагогического университета имени М. Акмуллы.

### Диалекты

#### Южный диалект
говоры: дёмский, зиганский, ик-сакмарский, средний, уршакский
Распространён в центральных и южных районах Башкортостана, в Оренбургской, Саратовской и Самарской областях.

#### Восточный диалект
говоры: айский, аргаяшский, кызылский, миасский, сальзигутский, среднеуральский
Представлен в северо-восточных и отчасти юго-восточных районах Башкортостана, в некоторых районах Челябинской и Курганской областей. Отличается большой устойчивостью, лексическим и фонетическим своеобразием; отдельные говоры (аргаяшский, салъютский) длительное время развиваются изолированно или в условиях ограниченной коммуникации с другими диалектами и говорами языка.
Восточный диалект демонстрирует черты, характеризующие древнее состояние языка, например, рудименты древнетюркского ротацизма, артефакты глагольных спряжений: аргаяш. бараты «он идёт», ср. лит. бара; широкое употребление континуатива со вспомогательными словами барыу, тороу, ултырыу, ятыу: миасс. китеп утырам «я иду» (континуатив наст. вр.), йоҡтап ята «он спит»; императив мн. ч. на -ң: салъют. барың «идите» и т. д.

#### Северо-западный диалект
Принадлежность говоров северо-западных районов Башкортостана к башкирскому языку или казанскому диалекту татарского языка остаётся предметом дискуссии. Большинством исследователей говоры данного диалекта относятся к казанскому диалекту татарского языка..
Предположительно распространён в северо-западных районах Республики Башкортостан, отдельных районах Татарстана, Пермского края и Удмуртии. Однако абсолютное большинство башкирского населения территорий распространения данного диалекта в переписях указывают свой язык татарским, а не башкирским или одним из его диалектов, татарский язык является здесь официальным языком в школьном образовании, а также в культурно-массовой, административно-хозяйственной деятельности местного татарского и башкирского населения.

## Письменность

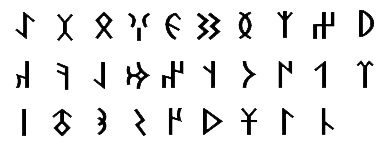
Древнетюркские руны, использовавшиеся башкирами в доисламский период.

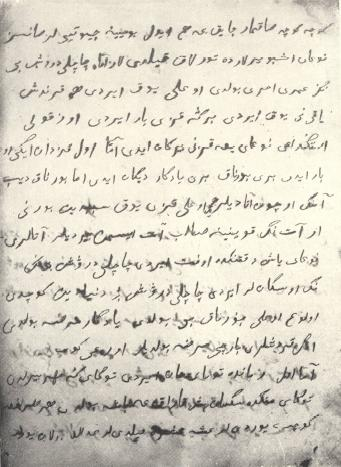
Шежере рода Юрматы — образец башкирской письменности на основе арабской графики. Составлено в XVI веке.

Башкирская раскладка клавиатуры

Башкирские племена в древности пользовались древнетюркским письмом. После принятия ислама, которое началось в X веке и продолжалось в течение нескольких столетий, башкиры начали пользоваться арабской письменностью. На основе этой письменности образовался так называемый письменно-литературный язык тюрки и его местный вариант урало-поволжский тюрки, на котором писали с XIII по начало XX века.
С середины XIX века начинается формирование национальной башкирской письменности. В 1923 году утверждается алфавит на основе арабской графики. В 1929 году появляется башкирский алфавит на основе латиницы (яналиф). В 1939 году введён алфавит на основе кириллицы. Современный алфавит башкирского языка состоит из 42 букв. Кроме 33 общих с русским языком букв, приняты ещё 9 букв для обозначения особых звуков башкирского языка.
Башкирский алфавит
| А а | Б б | В в | Г г | Ғ ғ | Д д | Ҙ ҙ | Е е |
| Ё ё | Ж ж | З з | И и | Й й | К к | Ҡ ҡ | Л л |
| М м | Н н | Ң ң | О о | Ө ө | П п | Р р | С с |
| Ҫ ҫ | Т т | У у | Ү ү | Ф ф | Х х | Һ һ | Ц ц |
| Ч ч | Ш ш | Щ щ | Ъ ъ | Ы ы | Ь ь | Э э | Ә ә |
| Ю ю | Я я |     |     |     |     |     |     |

Алфавит основан на кириллице с 9 дополнительными символами, соответствующими специфичным звукам: увулярные взрывные Ғғ [ʁ], Ҡҡ [q], межзубные фрикативы Ҙҙ [ð], Ҫҫ [θ], велярный носовой Ңң [ŋ], фарингальный Һһ [h]; переднеязычные гласные: открытый Әә [æ], среднего подъёма суперлабиализированный Өө [ʏ̞], верхнего подъёма Үү [ʏ].
Современное башкирское письмо строго фонетично и последовательно отражает губную (по линии о/ө) и рядную гармонию.

## История
Историю башкирского языка подразделяют на четыре эпохи:
- алтайская (формируется древний пласт, агглютинативность и другие общие черты для алтайских языков[41]);
- общетюркская (складывается основной словарный фонд, базовые фонетические и другие особенности, общие для всех тюркских языков);
- кыпчакская (начинается формирование фонетических, лексических и других особенностей кыпчакских тюркских языков);
- собственно башкирская[42].

Хотя башкирский язык и относится к кыпчакской группе, в нём имеются особенности, характерные для булгарских (диалекты чувашского), огузских (туркменский, диалекты турецкого) и сибирских (алтайский, тувинский, хакасский, якутский, язык древнетюркских памятников) языков. Наличие в апеллятивной лексике башкирского языка огромного пласта слов с ротацизмом и ламбдаизмом стало основой для гипотезы о значительности булгарского компонента в формировании башкирского народа. Согласно А. В. Дыбо, башкирский язык в своей основе скорее всего является огузским, который неоднократно подвергался кыпчакизации[как?].
Отдельные специфические отличия башкирского языка являются результатом взаимодействия с иранскими, финно-угорскими, монгольскими, тунгусо-маньчжурскими и славянскими языками. После принятия ислама башкирами их язык испытал значительное влияние других языков: массовое проникновение арабизмов и фарсизмов привело к изменению лексической и фонетической структуры башкирского языка. В XX веке, в связи с расширением башкирско-русского двуязычия, произошли новые изменения в фонетике языка.

#### Литературный язык
Издревле башкиры пользовались региональным вариантом литературного языка тюрки — урало-поволжским тюрки. В XVI—XVIII веках в тюрки Урало-Поволжья увеличивается кипчакские элементы и русизмы, а в XIX веке на литературный язык наиболее сильное влияние оказывает разговорный язык башкир. Существовавшая ранее литература (XVI—XX вв.) развивалась сначала под влиянием тюрки.
В начале XX века на основе синтеза старых письменных традиций языка урало-поволжского тюрки с народно-разговорной речью и языка фольклора формируется современный литературный башкирский язык, обладающий стандартизированной природой и наддиалектальным положением.
Башкирский литературный язык — исторически сложившаяся и развивающаяся разновидность башкирского языка, представленная в многочисленных и разнообразных текстах с определёнными характерными признаками (письменная закреплённость, стабильность, обработанность, наддиалектность, универсальность, наличие взаимосвязанных стилевых разновидностей, нормированность и т. п.). Он выступает средством устного и письменного общения в различных сферах жизни общества.
Современный литературный язык, в основном, отражает фонетические особенности южного диалекта башкирского языка, но усвоил и основную лексику и некоторые отличительные черты восточного диалекта.
9 апреля 1921 года за основу башкирского литературного языка был утверждён куваканский диалект, этот выбор обосновывался тем, что говор должен быть далёк от татарского языка. На I Всебашкирской конференции по новому алфавиту в декабре 1921 года обсуждался вопрос о диалектной основе литературного языка, где был выслушан доклад в пользу признания литературной нормой башкирского языка куваканского диалекта.
В 1922 году была создана специальная комиссия по разработке алфавита и орфографии башкирского литературного языка, в составе которого в разное время работали С. Уфалы, Ш. Худайбердин, Г. Шонаси, С. Рамиев, Х. Каримов, Ш. Манатов, Д. Юлтый. 18 февраля 1923 года согласно декрету СНК БАССР была создана Центральная комиссия по реализации башкирского языка во главе с Ш. А. Худайбердиным, занимавшаяся в том числе и решением вопроса по созданию литературного языка. Сам Ш. А. Худайбердин являлся сторонником признания литературной нормой юрматынского диалекта.
27 февраля 1923 года Совнарком БАССР утвердил «Инструкцию по введению башкирского языка в государственных и частноправовых учреждениях волостного и сельского масштаба». В декабре 1923 года была принята новая башкирская письменность на основе арабской графики. В 1924 году был создан Башкирский центральный комитет нового башкирского алфавита.
17 декабря 1923 года Академический центр при СНК Башкирской АССР во главе Ш. Х. Сюнчелеем принял решение о взятии за основу башкирского литературного языка куваканского наречия. Но 20 февраля 1924 года Башнаркомпрос издал постановление «О литературном языке башкир», согласно которому «опорным диалектом был избран юрматинский диалект» с последующей его обработкой для того, чтобы «сделать его понятным всему тюркскому населению Башкортостана». В знак протеста этому постановлению, некоторые газеты стали печататься исключительно на куваканском диалекте. В это время в одних волостях и кантонах использовали куваканское наречие, а в других — юрматынское. В итоге было решено формировать башкирский литературный язык на основе двух диалектов — куваканского и юрматынского.
2 марта 1924 года на заседании комиссии при Академическом центре Башнаркомпроса было решено из куваканского диалекта привнести в литературный язык четыре варианта множественного числа: -ҙар/-ҙәр, -тар/-тэр, -дар/-дәр, -лар/-ләр, а из юрматынского диалекта заимствовали словообразующие аффиксы — лык/-лек, -ла/-лә и т. д. После вынесения этого решения, в литературный язык заимствовались слова и обороты из обоих указанных диалектов, с небольшими лингвистическими исключениями. Так, например, для разрешения противоречия между вариативностью аттар «кони» и аттар «он/она будет шагать», было решено сделать аттар «кони» и атлар «он/она будет шагать».
Северо-западные башкиры, язык которых по сравнению с другими диалектами наиболее значительно отличался от литературного, предпочли использовать татарский язык.
В 1930—1950 гг. наблюдается ускоренное развитие литературного языка и установление его основных функциональных стилей, а с 1950-х гг. отмечается стабилизация нормативов современного башкирского литературного языка.

## Лингвистическая характеристика

### Фонетика и фонология

#### Гласные
Вокализм характеризуется так называемым поволжско-кипчакским перебоем, приведшим к образованию специфических гласных неполного образования — ы, е, о, ө. Последовательно прослеживается палатальная (рядная) и губная гармония — исключения составляют только позднейшие заимствования из русского языка. У заимствованных из русского слов часта протеза: «шляпа» → эшләпә [эешл]әпә, «рожь» → [ар]ыш.
В башкирском языке девять гласных фонем: [а], [ә], [э(е)], [и], [о], [ө], [у], [ү], [ы]. Корневые морфемы включают в себя все гласные, в аффиксах не используются гласные [и], [у], [ү].
Состав гласных:
|                | Передний ряд | Средний ряд | Задний ряд   |
| -------------- | ------------ | ----------- | ------------ |
| Верхний подъём | ү, и         | (и)         | у            |
| Средний подъём | ө, е, өү, еү |             | о, ы, оу, ыу |
| Низкий подъём  | ә, әү        |             | а, ау        |

В парах гласные противопоставлены по ряду. Гласная и (<*e) в исконных словах реализуется как передняя (ил «страна», ир «мужчина»), в арабизмах и персизмах смешанного ряда и в соседстве с согласными заднего образования — как средняя (китап «книга», ҡитға «континент»).
Рядная гармония поддерживается и в большинстве арабизмов вопреки первоначальному звучанию: донъя «мир», талап «требование».
Дифтонги ыу, еү развились соответственно из *u и *ü в открытых слогах: һыу «вода» <*su <*sub.
Башкирскому языку свойственна лабиализация и делабиализация звуков, сопровождаемая округлением губ (при лабиализации) и потерей огубления (при делабиализации). К гласным лабиализованным относятся [о], [ө], [у], [ү], к нелабиализованным — [а], [ы], [ә], [э], [и]. Лабиализация гласных [а], [ә] обусловлена законом губной гармонии гласных и происходит в соответствии с нормами произношения во 2-м слоге под влиянием [о], [ө] в 1-м, напр.: ҡорал («оружие») — ҡ[о]р[а°]л, һөнәр («ремесло») — һ[ө]н[ә]р и др. Делабиализация происходит под влиянием нелабиализованных гласных в результате заимствований, например: ведро — в[и]др[о], биҙрә — биҙр[ә], солома — һал[а]м, комедия — к[ɐ]м[э]дия — к[ә]мит и др.; а также в диалектных словах: мөхәббәт («любовь») м[ө]х[ә]бб[ә]т — диалект мәхәббәт м[ә]хәббәт, суфый («суфий») с[у]ф[ы]й — һыпы һ[ы]пы и др.

#### Согласные
Консонантизм заметно отличается от прочих кыпчакских в первую очередь развитием *ч > с: өс «три», саң «пыль»; *с > һ (дебуккализация) в анлауте: һаҙ «болото»; *с > ҫ в инлауте и ауслауте: эҫе «горячий»; баҫ- «наступить»; *з > ҙ: оҙон «длинный», көҙ «осень»; *-д- (между гласными и рядом с р) > ҙ: аҙым «шаг», йоҙроҡ «кулак», ҡәрҙәш «родственник»; *й- > й- в анлауте: ер «земля», ел «ветер».

### Морфология
Башкирский язык относится к агглютинативным языкам. Словообразование происходит за счёт аффиксов: балыҡ «рыба» — балыҡсы «рыбак» — балыҡсылыҡ «рыболовство».
Множественное число образуется при помощи аффиксов -лар/-ләр после основ на гласные: балалар «дети», кешеләр «люди»; -тар/-тәр после глухих согласных: бармаҡтар «пальцы», әкиәттәр «сказки»; -дар/-дәр после звонких согласных: илдәр «страны», көндәр «дни», йылдар «годы»; -ҙар/-ҙәр после основ на -и, -й, -у, -ү, -р, -ҙ: ерҙәр «земли», тауҙар «горы», ҡыҙҙар «девушки», һарайҙар «дворцы», күнегеүҙәр «упражнения», сөнниҙәр «сунниты».
В башкирском языке грамматически не выражена категория рода, отсутствуют предлоги и приставки. Сходные смысловые конструкции также образуются за счёт аффиксов: урамда «на улице», далала «в степи», ҡаланан «из города», ярға «к берегу», Кешегә ҡалған көнөң ― таң атмаған төнөң.

### Лексика
Лексика башкирского языка довольно консервативна. Сравнительные исследования показывают, что современный башкирский язык сохраняет 95 % лексики древнетюркских рунических памятников VI—VIII веков н. э.
Наиболее близок татарский язык, который отличается фонетическими и отчасти грамматическими особенностями.

## История изучения
Махмуд ал-Кашгари в своём энциклопедическом «Словаре тюркских наречий» (1073/1074 гг.) в рубрике «об особенностях тюркских языков» перечислял башкир в числе двадцати «основных» тюркских народов. «А язык башкир», — писал он, «очень близкий к кипчакскому, огузскому, киргизскому и другим, то есть тюркский».
Первым словарём башкирского языка считается рукописный «Перевод слов на башкирский язык» Мендияра Бикчурина, который датируется 1781 годом.
В 1842 году издаются «Татарская грамматика» и литературный сборник «Татарская хрестоматия» (без словаря) М. И. Иванова. Иванов отделял народно-разговорный язык от литературно-книжного, к примеру, его хрестоматия состояла из двух частей: первая часть — примеры разговорного языка татар, башкир и казахов; вторая часть — примеры книжного языка.
В 1859 и 1869 годах издавалось «Начальное руководство к изучению арабского, персидского и татарского языков с наречиями бухарцев, башкир, киргизов.» М. М. Бекчурина. В руководстве были даны основные правила для чтения текстов на арабском, персидском и татарском языках. К татарскому (то есть к тюркскому) языку Мирсалих Бекчурин, как М. Иванов и С. Кукляшев, относил оренбургские татарское, башкирское и казахское «наречия» и привёл на них тексты для чтения. В качестве башкирского образца был приведён рассказ «Батыр бадшаның хикәйәте», который впервые был опубликован на арабской графике в хрестоматии М. И. Иванова.
В 1859 году издаётся книга «Диван-и хикайат-и татар» С. Б. Кукляшева. В предисловии данной книги автор пишет: «Все языки, коими говорят и пишут турецкие и татарские племена, известны под общим названием „тюркийского, тюрки-тили“». «Тюркийский язык» по С. Кукляшеву состоял из трёх отдельных групп — турецкой, чагатайской и татарской. К последней группе Кукляшев относит татарское, казахское (киргизское), башкирское, ногайское, кумыкское, карачаевское (корагайское), каракалпакское и мишарское наречия.
В 1892 году для башкир был издан первый букварь на основе русского алфавита, после переиздавался в 1898 и 1908 годах. На рубеже XIX—XX вв. также опубликованы труды В. В. Катаринского («Краткий русско-башкирский словарь», 1893; «Башкирско-русский словарь», 1899), А. Г. Бессонова («Букварь для башкир», 1907), Н. Ф. Катанова («Азбука для башкирского языка»), М. А. Кулаева («Основы звукоподражания и азбука для башкир», 1912) и других.
В Республике Башкортостан в 2018 году была завершена работа по составлению «Академического толкового словаря башкирского языка» в 10 томах. Изданный словарь стал первым в башкирской лексикографии толково-переводным словарём.